# Цюань Хунчань
Цюань Хунчань (кит.: 全红婵, Quan Hongchan 28 березня 2007) — китайська стрибунка у воду, олімпійська чемпіонка 2020 року. Наймолодша учасниця збірної Китаю Олімпійських ігор 2020.

## Спортивна кар'єра
Займається стрибками у воду з 2014 року.

### 2021
На дебютних Олімпійських іграх в Токіо, Японія, у віці 14 років, в статусі наймолодшого члена збірної Китаю, в фіналі вишки з сумою 466,20 балів здобула впевнену перемогу, випередивши співвітчизницю Чень Юйсі на 40,80 балів та отримавши за три стрибки 10 балів від суддів.

## Виступи на Олімпіадах
| Олімпіада  | Дисципліна       | Місце |
| ---------- | ---------------- | ----- |
| Токіо 2020 | вишка, 10 метрів | 1     |